# Frédéric Mawet
Frédéric Mawet (* 30. Juli 1977) ist ein belgischer Badmintonspieler.

## Karriere
Frédéric Mawet gewann 2001 seinen ersten nationalen belgischen Titel, sieben weitere folgten bis 2010. 2003 siegte er beim Volant d’Or de Toulouse und den Giraldilla International. 2007 war er bei den Finnish International und den Croatian International erfolgreich. Er nahm an den Badminton-Weltmeisterschaften 2001, 2003, 2005, 2006, 2007 und 2009 teil.

## Sportliche Erfolge
| Saison    | Veranstaltung                          | Disziplin    | Platz | Name                          |
| --------- | -------------------------------------- | ------------ | ----- | ----------------------------- |
| 2000/2001 | Belgien: Einzelmeisterschaften         | Herrendoppel | 1     | Wouter Claes / Frédéric Mawet |
| 2001      | Weltmeisterschaft                      | Herrendoppel | 33    | Wouter Claes / Frédéric Mawet |
| 2001/2002 | Belgien: Einzelmeisterschaften         | Herrendoppel | 1     | Wouter Claes / Frédéric Mawet |
| 2002/2003 | Belgien: Einzelmeisterschaften         | Herrendoppel | 1     | Wouter Claes / Frédéric Mawet |
| 2003      | Weltmeisterschaft                      | Herrendoppel | 33    | Wouter Claes / Frédéric Mawet |
| 2003      | Volant d’Or de Toulouse                | Herrendoppel | 1     | Frédéric Mawet / Wouter Claes |
| 2003      | Giraldilla International               | Herrendoppel | 1     | Wouter Claes / Frédéric Mawet |
| 2005/2006 | Belgien: Einzelmeisterschaften         | Herrendoppel | 1     | Wouter Claes / Frédéric Mawet |
| 2006/2007 | Belgien: Einzelmeisterschaften         | Herrendoppel | 1     | Wouter Claes / Frédéric Mawet |
| 2007      | Finnish International                  | Herrendoppel | 1     | Frédéric Mawet / Wouter Claes |
| 2007      | Croatian International                 | Herrendoppel | 1     | Wouter Claes / Frédéric Mawet |
| 2007      | Türkei: Internationale Meisterschaften | Herrendoppel | 3     | Wouter Claes / Frédéric Mawet |
| 2007/2008 | Belgien: Einzelmeisterschaften         | Herrendoppel | 1     | Wouter Claes / Frédéric Mawet |
| 2008/2009 | Belgien: Einzelmeisterschaften         | Herrendoppel | 1     | Wouter Claes / Frédéric Mawet |
| 2010      | Belgien: Einzelmeisterschaften         | Herrendoppel | 1     | Wouter Claes / Frédéric Mawet |